# چاندی رام
چاندی رام (انگلیسی: Chandgi Ram؛ ۹ نوامبر ۱۹۳۷ – ۲۹ ژوئن ۲۰۱۰) ورزشکار کشتی اهل هند بود.
وی در مسابقات کشوری و بین‌المللی در مجموع برندهٔ ۱ مدال طلا شده‌است.